# قلعة ضاية
 قلعة ضاية  قلعة عسكرية دفاعية في منطقة ضاية في مدينة الرمس تابعة لإمارة رأس الخيمة في دولة الإمارات العربية المتحدة. وأحد أقدم المعالم الأثرية في رأس الخيمة. بنيت القلعة على يد الشيخ حسن بن علي بن رحمة العنزي لمواجهة القوات البريطانية، وبسقوطها انتهت معارك القواسم ضد الإنجليز في 22 ديسمبر 1819 للميلاد التي سطرت بدماء شهدائها صفحات مشرفة من تاريخ المقاومة، وكانت نتيجتها تدمير القلعة ونسف أبراجها، وبسقوطها أحكم الإنجليز سيطرتهم على المنطقة وقاموا بتوقيع معاهدات المصالحة مع كل مشايخ المنطقة.

## الموقع
تقع قلعة ضاية عند الطرف الشمالي لإمارة رأس الخيمة أي شمالي مدينة الرمس وهي المفتاح الشمالي لرأس الخيمة لأنها تتحكم في الممرات والتلال والطريق الساحلي الموصل إليها، فهي تتمتع بإطلالة مميزة على سهول خصبة في منطقة تحيط بها بساتين النخيل من كل النواحي. استوطن سكان منطقة الرمس والمناطق المحيطة منطقة ضاية منذ 5 آلاف سنة، و قلعة ضاية من القلاع العسكرية التي يعود تاريخها إلى القرن السادس عشر حيث شيدت على قمة تل مرتفع بمواجهة الخليج، وأحيطت بسور صخري مملوء من الداخل بالحصى ليشكل سطحاً مستوياً، كما تم بناء برجين من الطوب الطيني داخل السور المحيط بالجبل، وفي الوسط توجد العديد من الصخور التي تشير إلى وجود مباني شبه دائمة (أكواخ العريش) مكملة للأبراج. تعد القلعة حالياً الحصن الوحيد الذي ما زال قائماً على قمة هضبة في الدولة، فقد كانت القلعة جزءاً من النظام الدفاعي عن ضاية والمناطق المجاورة.